# 中央開発
中央開発株式会社（ちゅうおうかいはつ）は、東京都新宿区西早稲田に本社を置く総合建設コンサルタント会社。日本初の地質コンサルタント（地質調査会社）であり業界大手に位置する。

## 会社概要
地盤調査や土壌汚染調査、地下水調査の他、河川、道路、ダム、農業水利施設などの社会インフラや産業基盤に関する地盤調査・解析・土質試験、土木計画・設計等の他、活断層調査や物理探査による地下構造調査、GISの開発、早期警戒モニタリングシステムの開発など多分野に事業展開を行っている。
- 本社所在地  東京都新宿区
- 支社・支店  札幌、東北、北陸、関東、東京、中部、関西、中国、四国、九州、沖縄

## 沿革
- 1946年　瀬古新助が戦後復興と人材育成のため、匿名組合中央開発技術社を創設。印旛沼干拓事業の干拓計画地形縦横断測量を受注。
- 1947年　只見川発電水力開発地質調査を受注。
- 1948年　中央開発株式会社と社名を改める。
- 1952年　標準貫入試験を日本で初めて試作・実用化。
- 1952年　ウェルポイント工法を日本で初めて試作・実用化。
- 1953年　森博が独立[3]、土質調査所（現：基礎地盤コンサルタンツ）を設置。
- 1954年　シンウォール・サンプラーの試作・実用化。
- 1956年　本社を東京都千代田区飯田橋に移転。
- 1959年　東海道新幹線の本格調査開始、各種調査受注。
- 1960年　機械製作販売部門を独立させ、日本建設機械商事を設立。
- 1966年　東京都新宿区筑土八幡町に新社屋完成、移転。
- 1971年　本四連絡橋尾道～今治ルート（しまなみ海道）調査受注。
- 1973年　海外事業部を設置。
- 1976年　東京都新宿区西早稲田に新本社ビル完成、移転。
- 1981年　傾動自在型試錐工法で第1回科学技術振興功績者として科学技術庁長官表彰を受賞。
- 1987年　気泡ボーリング工法を導入。
- 1995年　阪神大震災災害調査報告書を発刊。
- 2003年　IFCS工法（（懸濁）気泡水コアサンプリング工法）、ALCS工法（脱酸素コアサンプリング工法）特許出願。
- 2010年　柱状図作成ソフト、液状化判定プログラム等の開発とWeb無償公開により、平成21年度地盤工学会技術業績賞を受賞。
- 2014年　内閣府の戦略的イノベーション創造プログラム（SIP）に選定（多点傾斜変位と土壌水分の常時監視による斜面崩壊装置警報システム）
- 2016年　斜面崩壊感知センサー『感太郎』が、国土交通省の評価促進技術NETIS登録。
- 2017年　『超微粒子セメント注入研究』が、イギリス土木学会のテルフォード賞を受賞。
- 2019年　持株会社として水ホールディングス(株)を設立。
- 2022年　水源地域3Dマッピング技術『Nソナー』が、国土交通省のNETIS評価促進技術登録。
- 2022年　早稲田大学と共同で比抵抗モニタリングシステム『Res-Thor（レス・トール）』を開発（特許7250873号）。
- 2024年　第7回インフラメンテナンス大賞を受賞（遊漁用魚群探知機を用いた3Dマッピング技術のダム堆砂状況調査への適用）。
- 2024年　収束度用いた微地形表現図『CIマップ』を開発（第59回地盤工学研究発表会，23-13-1-06）。

## 関連会社
- 土と水ホールディングス株式会社
- 日建商事株式会社

## 子会社
- 株式会社ホクスイ設計コンサル
- セントラルグラウト株式会社
- 新和ボーリング工業株式会社
- 成都東中防災減災環境技術有限公司